# Schlaf (Erzählung)
Schlaf (jap.眠り Nemuri) ist ein Buch von Haruki Murakami, das erstmals 2009 im DuMont Buchverlag erschien. Die titelgebende Geschichte erschien erstmals 1989 auf Japanisch und 1995 in deutscher Übersetzung in der Anthologie Der Elefant verschwindet im Berlin-Verlag.

## Inhalt
Die Ich-Erzählerin der Geschichte ist eine dreißigjährige Japanerin. Sie leidet zunächst an chronischer Müdigkeit, dann kann sie siebzehn Tage und Nächte lang nicht schlafen. Um der Schlaflosigkeit zu entgehen, liest sie Tolstois Anna Karenina und geht weiteren Aktivitäten wie beispielsweise Schwimmen nach. Die Erzählerin ist mit einem Zahnarzt verheiratet und hat mit ihm einen Sohn. Als sie bemerkt, dass die Gesichtszüge ihres Sohnes denen seines Vaters ähneln, lässt ihre Liebe zu ihm nach. Außerdem ist die Erzählerin sehr stolz auf ihr eigenes Auto, einen alten Honda City. Die Geschichte endet damit, dass die Erzählerin in diesem Auto sitzt und vergeblich versucht, den Motor zu starten, während unbekannte Gestalten sich dem Wagen nähern.

## Illustrationen
Die Illustrationen stammen von Kat Menschik und greifen einzelne Ausschnitte aus der Erzählung auf.

## Kritiken
„Ist die Erzählung vom Schlaf, dem abwesenden, eine vom Tod? Murakami schreibt eine einfache, rhythmisierte Prosa, deren Ton dringlicher wird, je länger die Schlaflosigkeit der Erzählerin andauert. Und mit der Dringlichkeit kommt ein großes Unbehagen in diesen Text, der dann abrupt endet.“

„Wieso schlafen wir eigentlich? Der Schlaf ist bis heute eine veritable Lücke in der Kartografie des Wissens vom Leben. […] Das Buch gibt keine Antwort, aber es stellt – auch das ist Murakami-Prinzip – beunruhigende Fragen aus der scheinbar einfachen Deckung heraus. Die latente Spannung, die von Murakamis Texten ausgeht, liegt zu einem wesentlichen Teil an seiner Sprache, seiner unaufgeregten Grammatik und seiner für westliche Leser seltsam aseptischen, sparsamen Metaphorik.“